# F-АТФаза
F-АТФаза, также известная как АТФаза F-типа, представляет собой АТФазу/синтазу, обнаруженную в бактериальных клеточных мембранах, во внутренних мембранах митохондрий (при окислительном фосфорилировании, где она известна как Комплекс V) и в мембранных тилакоидов хлоропластов. F-АТФаза использует протонный градиент для управления синтезом АТФ, используя энергию, высвобождаемую в результате транспортной реакции, для высвобождения вновь образованного АТФ из активного центра F-АТФазы. Вместе с V-АТФазой и A-АТФазой, F-АТФаза принадлежат к суперсемейству родственных роторных ионтранслирующих АТФаз.
F-АТФазы обычно работают как АТФ-синтазы вместо АТФаз в клеточной среде. Другими словами, он обычно производит АТФ из протонного градиента вместо того, чтобы работать в другом направлении, как это обычно делают V-АТФазы. Иногда они превращаются в АТФазы у бактерий.

## Структура
F-АТФаза состоит из двух доменов:
- домен Fo, который является неотъемлемой частью мембраны и состоит из трёх различных типов интегральных белков, обозначаемых как a, b и c.[2]
- домен F1, который является периферическим (со стороны мембраны, в которую движутся протоны). F1 состоит из 5 полипептидных единиц α3β3γδε, которые связываются с поверхностью домена Fo.[2]

Частицы Fo-F1 в основном состоят из полипептидов. F1-частица содержит 5 типов полипептидов с соотношением составов 3α: 3β: 1δ: 1γ: 1ε. Fo имеет состав 1a: 2b: 12c. Вместе они образуют роторный двигатель. Когда протоны связываются с субъединицами домена Fo, они заставляют его части вращаться. Это вращение передается «распределительным валом» в область F1. Аденозиндифосфат  и Pi (неорганический фосфат) спонтанно связываются с тремя субъединицами β домена F1, так что каждый раз, когда он проходит поворот на 120 °, высвобождается АТФ (вращательный катализ).
Домены Fo расположены внутри мембраны, охватывая бислой фосфолипидов, в то время как домен F1 простирается в цитозоль клетки для облегчения использования вновь синтезированного АТФ.

## N-АТФаза
N-АТФазы представляют собой группу АТФаз F-типа без субъединицы дельта/OSCP. Обнаружены в бактериях и группе архей. Они переносят ионы натрия вместо протонов и имеют тенденцию гидролизовать АТФ. Образуют отдельную группу, которая дальше от обычных F-АТФаз, чем А-АТФазы от V-АТФаз.